# Benedykt Jerzy Dorys

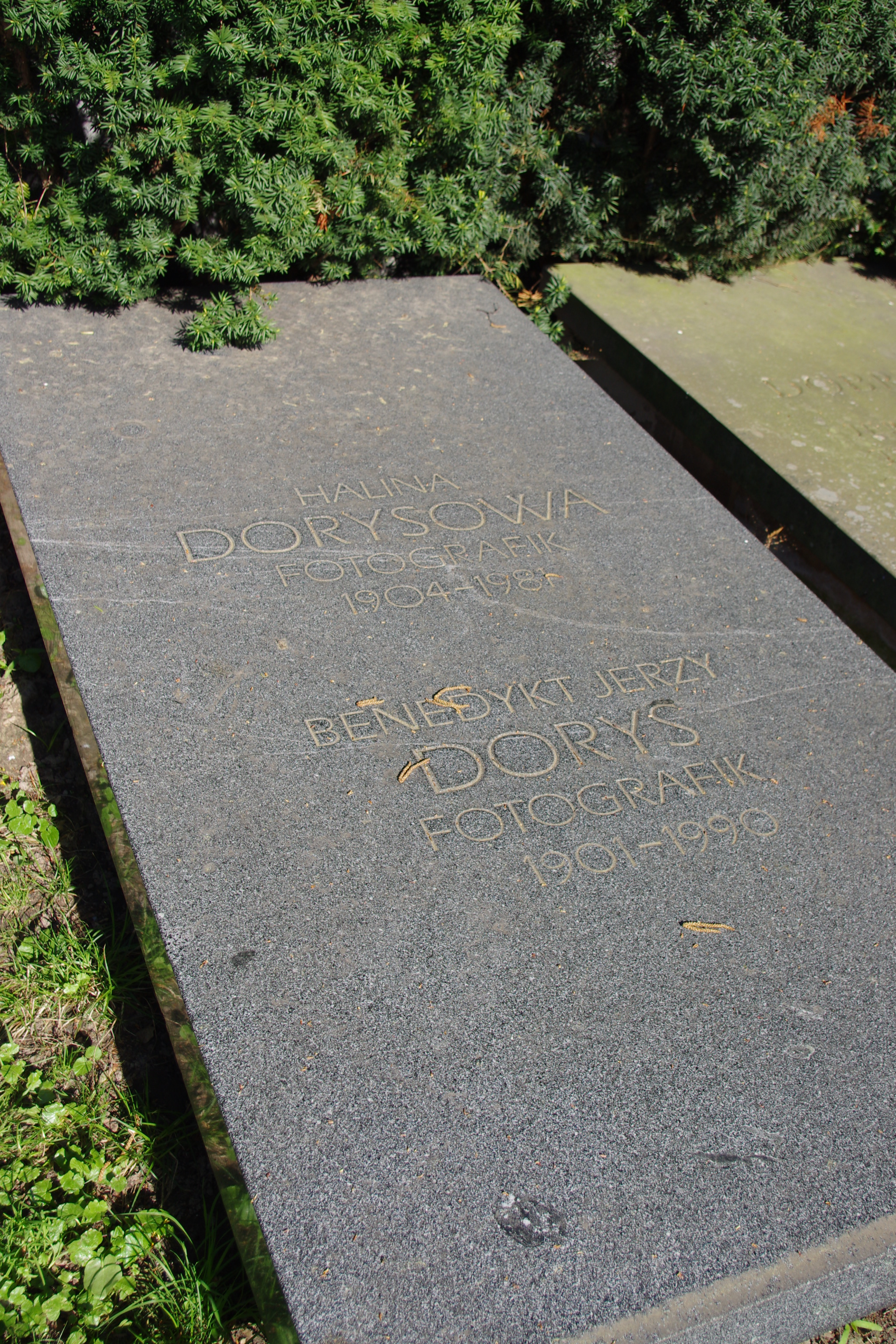
Grób Dorysa na cmentarzu ewangelicko-reformowanym w Warszawie (2012)

Benedykt Jerzy Dorys właśc. Rotenberg (ur. 25 maja 1901 w Kaliszu, zm. 19 września 1990 w Warszawie) – polski fotografik, współzałożyciel Związku Polskich Artystów Fotografików (legitymacja nr 10). Członek honorowy ZPAF. W 1968 otrzymał tytuł Honoraire Excellence FIAP (HonEFIAP).

## Życiorys
Jedyny syn Maurycego Rotenberga i Anny z domu Wajchselfisz. Rodzice mieszkali w Kaliszu, gdzie ojciec prowadził zakład zegarmistrzowski, a matka zajmowała się domem.
Amatorsko fotografował od 1914. W latach 1918–1922 uczęszczał do średniej szkoły muzycznej w Kaliszu. Tam poznał swoją przyszłą żonę, Halinę. W 1920 uczestniczył w wojnie polsko-bolszewickiej.
W 1928 zadebiutował na pierwszym Międzynarodowym Salonie Fotografii Artystycznej w Warszawie. Rok później zdecydował się zostać zawodowym fotografem i otworzył atelier fotografii artystycznej „Studio Dorys”, najpopularniejsze atelier portretowe w stolicy, odwiedzane przez wiele wybitnych osobistości tamtych czasów, wykonał też wiele zdjęć dla potrzeb reklamy oraz aktów. Znany ze stosowania techniki wielobarwnych przetłoków. Serię zdjęć jego autorstwa, przedstawiających przedwojenne życie Kazimierza nad Wisłą, uznaje się za pierwszy polski reportaż fotograficzny.
Swój zakład fotograficzny w Alejach Jerozolimskich 41 w Warszawie prowadził do 1939. W następnym roku trafił do getta, gdzie objął zakład przy ul. Chłodnej 16, a po zmianie granic getta – przy Elektoralnej. Z getta uciekł w 1942 i wspólnie z przedwojenną służącą do wybuchu powstania warszawskiego ukrywał się w Warszawie – najpierw w domu przedwojennego pracownika przy ul. Promenada, następnie m.in. u Boguckich, Kazimierza Wiłkomirskiego oraz Czesława Olszewskiego. 
W 1946 otworzył zakład fotograficzny przy ul. Nowy Świat 29 w Warszawie, działający do połowy lat 80. Pracując w nim stworzył kolekcję portretów wybitnych przedstawicieli kultury i nauki polskiej. Był członkiem założycielem Związku Polskich Artystów Fotografików w 1947 (legitymacja nr 10). 
Działał m.in. w Polskim Towarzystwie Miłośników Fotografii, Warszawskim Towarzystwie Fotograficznym, Sekcji Fotograficznej ZAiKS.
Jest pochowany na cmentarzu ewangelicko-reformowanym przy ul. Żytniej w Warszawie (kwatera 12-3-9).

## Wystawy indywidualne (wybór)
- „Fotografia” – Polskie Towarzystwo Fotograficzne, Warszawa (1929)
- „Benedykt Jerzy Dorys” – Galeria Kordegarda, Warszawa, a następnie inne miasta w Polsce (1960)
- „Retrospektywna wystawa fotografii Benedykta Jerzego Dorysa 1926–1960” – BWA Lublin (1961)
- „Retrospektywna wystawa fotografii Benedykta Jerzego Dorysa 1926–1960” – Galeria ZPAF, Warszawa, a następnie inne miasta w Polsce (1974)
- „Twórcy kultury i sztuki” – Galeria ZPAF-PSP, Warszawa (1974)
- „Aktorzy i moda lat trzydziestych” – Stara Galeria ZPAF, Warszawa (1974)
- „Kazimierz nad Wisłą” – Stara Galeria ZPAF, Warszawa (1977)
- „Kazimierz nad Wisłą w latach 1931–1932” – Muzeum w Kazimierzu Dolnym (1983)
- „Benedykt Jerzy Dorys” – Stara Galeria Fotografii ZPAF, Warszawa (1994)

## Wystawy zbiorowe (wybór)
Benedykt Jerzy Dorys od 1926 roku uczestniczył w ponad 100 wystawach zbiorowych w kraju i za granicą, m.in.:
- „Polska fotografia artystyczna od 1939 r.” – Muzeum Narodowe, Wrocław (1977)
- „Polski portret 1840–1939” – Galeria UPAP, Warszawa (1978)
- „Polska Fotografia 1839–1979” – International Center of Photography, Nowy Jork, USA (1979)
- „Polska Fotografia 1839–1979” – Galeria Zachęta, Warszawa; Muzeum Sztuki, Łódź; Londyn, Anglia; Centre Georges Pompidou, Paryż, Francja (1980)
- „Sztuka reportażu” – Muzeum Narodowe, Wrocław; Muzeum Sztuki, Łódź (1980)

## Ordery i odznaczenia
- Krzyż Komandorski Orderu Odrodzenia Polski (1980)
- Krzyż Kawalerski Orderu Odrodzenia Polski (1964)
- Złoty Krzyż Zasługi (11 lipca 1955)[10]
- Medal 30-lecia Polski Ludowej (1974)
- Medal 40-lecia Polski Ludowej (1985)
- Medal 10-lecia Polski Ludowej (19 stycznia 1955)[11]
- Medal Roku Jana Bułhaka (1976)
- Odznaka „Zasłużony Działacz Kultury” (1978)
- Złoty Medal ZPAF w 50 rocznicę pracy twórczej (1974)
- Medal Pamiątkowy ZAiKS-u (1978)[12]
- Odznaka ZAiKS-u (1969)[12]

## Nagrody
- „Srebrny Ryngraf” ZPAF z okazji 35-lecia pracy artystycznej (1960)
- Nagroda Ministra Kultury i Sztuki (1960, 1973, 1975)